# Albert Viger
Le docteur Albert Viger est un médecin et une personnalité politique française de la gauche radicale, né à Jargeau (Loiret) le 19 octobre 1843 et mort à Châteauneuf-sur-Loire (Loiret) le 8 juillet 1926.

## Biographie
Fils d'un médecin, Albert Viger nait à Jargeau. Il devient à son tour docteur en médecine en 1867 à Paris,.
Il exerce sa profession à Châteauneuf-sur-Loire. Pendant la guerre franco-allemande de 1870, il est médecin dans l'armée de la Loire.
Albert Viger effectue sa carrière politique sous la troisième République. Il obtient un premier mandat en tant que maire de Châteauneuf-sur-Loire puis est élu conseiller général du canton de Châteauneuf-sur-Loire en 1886.
Il se présente aux élections législatives de 1885 sur la liste opportunistes du Loiret et devient député du Loiret. Il est réélu sous l'étiquette radical en 1889, 1893 et 1898 dans la deuxième circonscription législative d'Orléans. Il conserve un mandat de député jusqu'au 31 mai 1902. Il est élu sénateur du Loiret de 1900 à 1920,.
Il appartient à plusieurs gouvernements en qualité de Ministre de l'Agriculture :
- du 11 janvier 1893 au 26 janvier 1895 dans les gouvernements Ribot II, Dupuy I, II, III et Casimir-Perier ;
- du 1er novembre 1895 au 29 avril 1896 dans le gouvernement Léon Bourgeois ;
- du 28 juin 1898 au 22 juin 1899 dans les gouvernements Brisson II, Dupuy IV et V.

Il préside la société nationale d'horticulture et est fait chevalier de la Légion d'honneur en 1904.
Il préside la confédération nationale de la mutualité, de la coopération et du crédit agricoles de 1910 à 1926.

## Distinctions
- Commandeur de l'ordre du Mérite agricole (1900)
- Chevalier de la Légion d'honneur (1904)

## Sources
- « Albert Viger », dans Adolphe Robert et Gaston Cougny, Dictionnaire des parlementaires français, Edgar Bourloton, 1889-1891 [détail de l’édition]
- « Albert Viger », dans le Dictionnaire des parlementaires français (1889-1940), sous la direction de Jean Jolly, PUF, 1960 [détail de l’édition]